# مكتب إدارة المشاريع
مكتب إدارة المشاريع (بالإنجليزية: Project management office)‏ الذي يعرف بال (PMO)(بي إم أوه) في، شركة|المؤسسات، التجارية أو المهنية هي الإدارة أو المجموعة التي تعرف نظام العمل وتحافظ على معاييره، وهي تنتمي عموما إلىإدارة المشاريع، في إطار المؤسسة. إن مكتب ال (بي إم أوه) يسعى لتوحيد وإدخال اقتصاديات التكرار في تنفيذ المشاريع. إن مكتب ال (بي إم أوه) هو مصدر الوثائق والإرشاد والمقاييس المطلوبة في ممارسة إدارة المشاريع وتنفيذها.
إن مكتب (بي إم أوه) ناجح، يكون قاعدة مبادئ مقبولة لإدارة المشروع، وفقاَ لمنهجيات صناعية القياسية مثل بمبوك أو برينس2. تزايد كفاءة الصناعة وزيادة برامج الجودة مثل شهادة الأيزو9000 و الجائزة الوطنية للجودة (مالكولم بالدريدج) (MBNQA) فضلا عن المتطلبات التنظيمية الحكومية، مثل قانون ساربانيس أوكسليالتي دفعت المنظمات لتوحيد معايير العمليات. إن المنظمات في جميع أنحاء العالم هي التي تحدد، وتقضرض، وتجمع أفضل الممارسات في عملية إدارة المشاريع، وبشكل متزايد تظهر الاستفادة من تكليف مكتب (البي إم أوه) على التأثير الكلي على الإدارة وتطور الفكر التنظيمي والتحسن المستمر.
إن 90 ٪ من المشاريع لا تفي الوقت / التكلفة / الجودة المطلوبة. 9 ٪ فقط من المشاريع الكبيرة، و16 ٪ من المشاريع المتوسطة و28 ٪ من المشاريع الصغير للشركة قد أنجزت في الوقت المحدد وفي حدود الميزانية وتسليمها للقياس وإلى أصحاب مصلحة الفوائد. [تقرير الفوضى من مجموعة ستانديش، عام 1995] يقول أن هناك أسباب كثيرة لهذا التقصير. وفقا لدراسة كي بي ام جي ل252 من المنظمات، اتضح أن التكنولوجيا، ليست هي العامل الأكثر حسما. عدم كفاية إدارة المشروع يشكل 32 ٪ من حالات فشل المشروع، وانعدام الاتصال يشكل 20 ٪ وعدم الإلمام بنطاق المشروع وتعقيده يشكل 17 ٪. وفقا لذلك 69 ٪ من حالات فشل المشروع بسبب نقص و/ أو التنفيذ غير الملائم لمنهجيات إدارة المشروع.
وفقا لموقع CIO.com إنشاء مكتب ال (بي إم أوه) ليست إستراتيجية على المدى القصير لتخفيض التكاليف. إن الاستقصاءات على الشركات يشير إلى أن من منهم لديه مكتب مكتب ال (بي إم أوه) هو من يكون له أفضل النتائج التي تحققت، للوصول إلى أهداف المشروع (الذي قد يؤدي إلى خفض التكاليف).
إن مهام مكتب ال (بي إم أوه) تشمل متابعة المشروع حتى الانتهاء، وتقديم التقارير إلى الإدارة العليا في الغرض الاستراتيجي.
إن مكتب (بي إم أوه يمكن ان يكون واحدا من ثلاثة أنواع من منظور تنظيمي:
مكتب (بي إم أوه) كمشروع، مكتب (بي إم أوه) كنظام إداري، مكتب (بي إم أوه) كغرض خاص.

## وصلات خارجية
- مشروع مكتب إدارة العمليات
- مكتبة المقالات المترجمة من مكتب (بي إم أوه)